# Пираты «Чёрной лагуны»
«Пираты „Чёрной лагуны“» (яп. ブラックラグーン Буракку Рагу:н, англ. Black Lagoon) — манга и аниме о приключениях компании, которая доставляет грузы и иногда нарушает закон. Действия происходят в морях Юго-Восточной Азии. Автор идеи — Рэй Хирои.
Аниме-сериал разбит на два сезона, хотя стиль рисунка одинаков, они логично продолжают друг друга по сюжету, обладают сквозной нумерацией серий и идентичными вступительными и заключительными роликами. Третий сезон был анонсирован на обложке первого тома одноимённой новеллы. Третий сезон вышел в формате OVA и состоит из 5 частей, первая из которых вышла 17 июля 2010 года. Последняя на текущий момент — пятая серия, вышла 22 июня 2011 года. Режиссёр, художник и сэйю главной героини остались прежними. Проектом занималась студия Madhouse.

## Сюжет
Окадзима Рокуро, мелкий японский служащий крупной токийской компании, был отправлен в заморскую командировку с целью доставки некоего диска. В Южно-Китайском море пираты, нанятые русской мафией, захватывают его корабль, чтобы выкрасть секретную информацию, содержащуюся на диске. Самого Рокуро пираты после штурма берут в заложники в надежде получить за него выкуп с его компании. Но захваченная информация оказывается настолько компрометирующей, что компания решает уничтожить и пиратов, и Окадзиму, чтобы «замести следы». Чудом оставшись в живых, Рокуро (или Рок, как назвал его Датч), решает присоединиться к похитившим его пиратам и становится матросом на торпедном катере ELCO 80' Patrol Torpedo PT-377 «Чёрная лагуна».
Корабль принадлежит маленькой, но хорошо известной компании по доставке грузов «Лагуна», которой «иногда приходится нарушать закон». Её офис расположен в вымышленном городе Roanapur в Таиланде, криминальной столице Юго-Восточной Азии. В бухте города расположена статуя Будды, а над единственным сухопутным въездом висит петля, чтобы «вешать чужаков», которые, не подумав, придут в город. Наиболее тесные отношения курьерская служба поддерживает с могущественной группировкой русской мафии «Отель Москва», но готова сотрудничать с любым, кто предложит достаточную сумму.

## Персонажи
Рок (англ. Rock)(яп.ロック), Окадзима Рокуро (яп.岡島緑郎) — бывший клерк крупной японской компании, ставший пиратом. Компания «Лагуна» взяла его как заложника, чтобы получить деньги от его японских работодателей, но те приняли решение уничтожить Рокуро вместе с его похитителями. После того, как с помощью находчивости Окадзимы пиратам удалось победить в бою с ударным вертолётом Ми 24А и остаться в живых, он был принят в команду «Лагуны». В Токио Рок работал в геологическом отделе и довольно хорошо разбирается в этой отрасли. «Лагуна» в основном использует его лингвистические способности (он знает японский, английский, испанский, а также немного знаком с другими языками). Образован, умеет вести деловые переговоры. Рок не любит оружие, поэтому Датч не посылает его выполнять боевые миссии. В опасном городе Роанапуре Рок защищён от проблем с преступностью, поскольку работает на «Лагуну», широко известную в узких кругах. Несмотря на то, что он завязал с жизнью клерка, Рок всё равно носит рубашку и брюки и отказывается от гавайской рубашки, подаренной ему Реви. Своей новой жизнью он очень доволен и ни разу не пожалел о том, что сменил скучную, но безопасную жизнь, на долю представителя криминальных кругов. Видно, как жизнь в морях Юго-Восточной Азии меняет его — Рок становится более уверенным и опытным. С семьёй и старыми друзьями в Японии отношения не поддерживает. Среди команды он остаётся самым миролюбивым и добрым, часто настаивая на соблюдении справедливости. Не любит выполнять слишком грязные заказы, например, по грабежу могил или продаже детей.
Сэйю: Дайсукэ Намикава
Реви (англ. Revy) (яп.レヴィ), Ребекка, «Двурукая» — боевик «Лагуны», американка китайского происхождения. Родилась и жила в Нью-Йорке, в квартале Чайна-таун. В детстве потеряла родителей(мать погибла в авиакатастрофе, отца, Реви убила сама, так как, после трагической гибели своей жены, он спился, «покатился по наклонной» и стал настоящим домашним тираном). Разыскивается полицией Нью-Йорка. Получила свою кличку за умение вести стрельбу «по-македонски» (одновременно с двух рук). Именно она решила взять Рока в заложники и позже предложила ему стать членом «Лагуны», но, несмотря на это, в начале имела проблемы в общении с ним. Имеет татуировку на правом плече и практически всегда носит очень короткие шорты и ботинки-джанглы (Jungle boots). Много пьёт и курит, крайне вспыльчива — может открыть стрельбу по любому поводу. Не раз её сравнивали с серийными убийцами. Любимое оружие — два пистолета Beretta 92FS Inox. Они сильно модифицированы: ствол удлинён на 1 дюйм (с 4,9 до 5,9) и приспособлен под глушитель; вдоль кожух-затвора выгравированы надписи на тайском; знак Весёлый Роджер на рукоятках. Своё оружие она называет «Sword Cutlass», в честь пиратской абордажной сабли. Постоянно находясь на краю жизни, Реви стала довольно циничной и прагматичной. Полагается только на себя. Главные ценности — оружие и деньги. Атеист.
Датч (англ. Dutch) (яп.ダッチ) — (букв. голландец) глава «Лагуны» и владелец торпедного катера, когда-то принадлежавшего американским ВМС. Настоящее имя, вероятно, Ричард (Дик). По его собственным словам — бывший морпех, ветеран войны во Вьетнаме. Незадолго до вывода американских войск в 1973 году, Датч дезертировал. Скрылся в Таиланде, начав работать наёмником. Датч имеет план, а план имеет Датча. Эту теорию, однако, подверг сомнению один из американских агентов во время арки «El Baile de la Muerte», указав на нестыковки в рассказе Датча. Умён, рассудителен, начитан. Старается избежать конфликтов внутри «Лагуны». Неразговорчив, но хорошо сходится с людьми. Высокий, с хорошо развитой мускулатурой. Постоянно носит тёмные очки. Находит заказы, стараясь не участвовать в разборках мафиозных кланов Роанапура. Тем не менее, имеет очень хорошие отношения с Балалайкой из «Отель Москва» и мистером Чаном из Триад. Любимое оружие — дробовик Ремингтон 870 Marine Magnum и револьвер Smith & Wesson 629. Христианин.
Сэйю: Цутоми Исобэ
Бенни (англ. Benny) (яп.ベニー) — хакер и специалист по электронике на «Чёрной лагуне», отвечает за радар и системы связи. После окончания колледжа во Флориде ввязался в плохую историю, и его разыскивали ФБР и мафия. Стал членом «Лагуны» после того, как Реви спасла его (за два года до того, как в команду попал Рок). По происхождению еврей. Ходит в гавайской рубашке. Так же, как и Рок, не использует оружия, но, в отличие от него, закрывает глаза на жесткие методы работы Реви и Датча. Датч часто называет его «Бенни-бой».
Сэйю: Хироаки Хирата

Балалайка

Балалайка (англ. Balalaika) (яп.バラライカ) — глава организации русской мафии «Отель Москва». Настоящее имя — Софья Павловна Ириновская. Псевдоним Владилена (сокращение от Владимир Ильич Ленин) Василинова. Воспитывалась дедом, высокопоставленным военачальником СССР. Отец, предположительно, был осужден или сбежал за границу. Офицер советских ВДВ в чине капитана. После распада Советского Союза создала в Юго-Восточной Азии мощную криминальную группировку из своих бывших солдат. В Афганской войне получила сильные ожоги, из-за которых некоторые мафиози зовут её «палёная». Умелый и беспощадный стратег. Жестока и прямолинейна. Прекрасный стрелок, снайпер, за что и получила своё прозвище («балалайка» — одно из армейских жаргонных названий снайперской винтовки Драгунова). Мечтала принять участие в олимпиаде. Не терпит потерь среди своих людей. Бывшие русские десантники исполняют её приказы беспрекословно и едва ли не боготворят. Практически всегда одета в строгий женский костюм с накинутой на него офицерской шинелью. Курит сигары, в отличие от всех остальных персонажей, которые предпочитают сигареты. Носит длинные волосы, хотя в армии имела короткую стрижку. В отличие от большинства остальных мафиозных боссов, принимает участие и в повседневной работе своей группировки: например, в 7 серии она всю ночь занималась ревизией порнографии. Имеет хорошие отношения с «Лагуной». Является одной из немногих людей, которых уважает Реви — Двурукая называет её «сестрой». Балалайка очень хорошо относится и к Року, иногда идя даже вразрез со своими деловыми интересами. Предположительно, иногда выполняет негласные поручения Кремля, например, устанавливает криминальную власть в Японии.
Сэйю: Мами Кояма
Мистер Чан (англ. Mr. Chang) (кит.張 維新)（яп.チャン・ウァイサン）— босс Триад в Таиланде. Работал в полиции. Отлично владеет парными пистолетами (Beretta 76 или AMT Hardballer Longslide). Реви переняла свой стиль стрельбы из двух пистолетов именно у него, поэтому у них довольно тесные отношения — он один из немногих, кого она уважает. Имеет хорошие отношения и с «Отелем Москва», босс которого, Балалайка, называет его «детка». Образ Чана основывается на персонаже Чоу Юньфата в фильме Джона Ву «Право на жизнь».
Сэйю: Тосиюки Морикава
Эда (англ. Eda) (яп.エダ) — сестра Церкви Насилия, лучшая подруга Реви, с которой они часто выпивают прямо в храме, но дружеские отношения не мешают им направлять друг на друга стволы своих пистолетов, когда дело касается денег. Агент ЦРУ под прикрытием, добывающий информацию для разведки США. Практически не упоминается в первом сезоне. В «Black Lagoon: The Second Barrage» пробует флиртовать с Роком, в основном для того, чтобы вызвать у Реви приступы ревности, и подбивает её начать более близкие отношения с ним. Постоянно спрашивает Реви, переспала ли та с Роком, получая уклончивые ответы. Блондинка с голубыми глазами, которые она прячет за розовыми очками, постоянно жуёт жевательную резинку. Одета либо в рясу монахини, либо в мини-юбку с открытым топиком. Из оружия предпочитает Glock 17L.
Сэйю: Дзюн Карасава
Сестра Иоланта (англ. Yolanda) (яп.ヨランダ) — матушка-настоятельница Церкви Насилия. Несмотря на свой преклонный возраст, легко участвует в перестрелках, играючи управляясь со специальным позолоченным Desert Eagle. Торгует оружием и хорошо в нём разбирается. Носит повязку на правом глазу. Хорошо разбирается в чае.
Сэйю: Акико Такэгути
Бао (англ. Bao) (яп.バオ) — бармен бара Yellow Flag, где часто отдыхают сотрудники «Лагуны». Бывший солдат Армии Южного Вьетнама. Недолюбливает «Лагуну» (и особенно Реви) из-за того, что его бар нередко разносят во время перестрелок с участием «Лагуны». Ведя бизнес в опасном городе Роанапур, имеет пуленепробиваемую барную стойку. Его любимое оружие — дробовик.
Сэйю: Сиро Сайто
Гарсия Лавлейс (англ. Garcia Lovelace) (яп.ガルシア•ラブレス) — старший сын семьи Лавлейс, обедневшего венесуэльского аристократического рода. Отец — Диего Хосе Сан-Фернандо Лавлейс (Diego Jose San-Fernando Lovelace), мать умерла за четыре года до описываемых событий. Несмотря на финансовые трудности, род Лавлейс очень знатен и входит в число «13 семей Южной Америки».
Сэйю: Кадзуэ Икура
Роберта (англ. Roberta) (яп.ロベルタ) — старшая горничная семьи Лавлейс в их особняке в Венесуэле. За время работы, сильно сдружилась с сыном главы семейства, Гарсией. В прошлом Роберту звали Розарита Тиснерос (Rosarita Tisneros). Она прошла курс подготовки на Кубе, была боевиком ФАРК и находится в международном розыске. Из-за того, что в любом деле идет до конца, получила прозвище «Гончая Флоренсии». Осознав, что является лишь инструментом в руках наркокартеля, нашла убежище у семейства Лавлейс. Владеет всеми видами оружия, но особо стоит отметить ружьё Franchi SPAS-12, замаскированное под зонт.
Сэйю: Митиэ Томидзава
Шеньхуа (англ. Shenhua) (яп.シェンホア) — наёмница-фрилансер, китаянка с Тайваня. Выполняла поручения мистера Чана. Предпочитает холодное оружие, умело орудует двумя ножами-кукри. Говорит с акцентом, иногда нарушая конструкцию предложения. Часто неуместно употребляет фразу «типа того», за что Реви дразнит её этим словосочетанием. По вероисповеданию — даосистка.
Сэйю: Сасаки Ёко
Гензель и Греттель — дети, брат и сестра близнецы. Имеют хорошие рефлексы. Специально обучены искусству убийства ради выживания и веселья ребятами, которые оставили особый отпечаток на них, с не самыми обычными вкусами. Классно управляются топором и огнестрельным орудием. Доставили некоторые проблемы организации "Отель Москва" в Роанапур, собственным нанимателям. Убиты командой Датча и людьми Балалайки. До последнего отказывались умирать. Существенно повлияли на психологическую устойчивость и мировоззрение Рока: Тот так же стал более циничным, стал добиваться желаемого любыми средствами.

## Производство
В интервью «Otaku USA» Рей Хиро заявил, что источниками вдохновения для сериала «Черная лагуна» послужили работы таких известных режиссёров и писателей как Джеймс Эллрой, Джон Ву, Квентин Тарантино и Стивен Кинг. Также было заявлено, что большинство персонажей всего аниме действительно говорят по-английски. Это объясняется тем, что японцы просто делают это для западной аудитории.

## Список эпизодов

### Black Lagoon
| №  | Название                                                         | Дата оригинального показа |
| -- | ---------------------------------------------------------------- | ------------------------- |
| 01 | «Чёрная лагуна» «The Black Lagoon»                               | 08.04.2006                |
| 02 | Мангровый рай «Mangrove Heaven»                                  | 15.04.2006                |
| 03 | Бешеная гонка «Ring-Ding Ship Chase»                             | 22.04.2006                |
| 04 | Возвращение орла «Die Rückkehr des Adlers»                       | 29.04.2006                |
| 05 | Орёл на охоте и охота на орла «Eagle Hunting and Hunting Eagles» | 06.05.2006                |
| 06 | Под охотничьей луной «Moonlit Hunting Grounds»                   | 13.05.2006                |
| 07 | Расслабьтесь, ребята «Calm Down, Two Men»                        | 20.05.2006                |
| 08 | Большой переполох «Rasta Blasta»                                 | 27.05.2006                |
| 09 | Служанка-киллер «Maid to Kill»                                   | 03.06.2006                |
| 10 | Неукротимая горничная «The Unstoppable Chambermaid»              | 10.06.2006                |
| 11 | Рок-н-ролльная революция «Lock'n Load Revolution»                | 17.06.2006                |
| 12 | Наёмники в джунглях «Guerrillas in the Jungle»                   | 24.06.2006                |

### Black Lagoon: the Second Barrage
| №  | Название                                                      | Дата оригинального показа |
| -- | ------------------------------------------------------------- | ------------------------- |
| 13 | Нашествие близнецов-вампиров «The Vampire Twins Comen»        | 03.10.2006                |
| 14 | Сказка о кровавом спорте «Bloodsport Fairytale»               | 10.10.2006                |
| 15 | Лебединая песнь на рассвете «Swan Song at Dawn»               | 17.10.2006                |
| 16 | Джейн Банкнота «Greenback Jane»                               | 24.10.2006                |
| 17 | Цирковое шоу уродов Роанапура «The Roanapur Freakshow Circus» | 31.10.2006                |
| 18 | Удача господина Бенни «Mr. Benny's Good Fortune»              | 07.11.2006                |
| 19 | Рай для гангстера с Фудзиямы «Fujiyama Gangsta Paradise»      | 14.11.2006                |
| 20 | Преемственность «The Succession»                              | 21.11.2006                |
| 21 | Папины кровиночки «Two Father's Little Soldier Girls»         | 28.11.2006                |
| 22 | Тёмная башня «The Dark Tower»                                 | 4.12.2006                 |
| 23 | Месть Белоснежки «Snow White's Payback»                       | 11.12.2006                |
| 24 | Меткие стрелки «The Gunslingers»                              | 18.12.2006                |

### Black Lagoon Roberta’s Blood Trail
| №  | Название                                                                   | Дата оригинального показа |
| -- | -------------------------------------------------------------------------- | ------------------------- |
| 25 | Еще одна бойня «Collateral Massacre»                                       | 17.07.2010                |
| 26 | Тактика клерка «An Office Man's Tactics»                                   | 30.09.2010                |
| 27 | Ангелы под прицелом «Angels in the Crosshairs»                             | 07.01.2011                |
| 28 | Перенасыщение смертью «Oversaturation Kill Box»                            | 11.03.2011                |
| 29 | Позывной: Рай, статус: без вести пропавший «Codename Paradise, Status MIA» | 22.06.2011                |

## Музыка
Открывающая композиция:
- «Red Fraction», (MELL)

Закрывающие композиции:
- «Don’t Look Behind», EDISON
- «The world of midnight», «mooki» obata после эпизода 15.
- «Preach Headz Addiction», breath frequency после эпизода 24 (12 серия «Black Lagoon: The Second Barrage»).
- «When Johnny Comes Marching Home», с 25 по 28 эпизоды.

Оригинальный саундтрек:
1. Red fraction (Opening version)
2. Tear Drops to Earth
3. Asian Comfort
4. Don’t Stop!
5. Samara Samanda
6. A Cold Wind in My Mind
7. Make A Bet
8. El Sol se Recuesta
9. Seasonal Wind
10. 66 steps
11. The World of Midnight
12. Dark Side of the Moon
13. Tadpole Dance
14. Let Me Know Your Name
15. After the Rain
16. It’s an Easy Afternoon
17. Behind the Clouds

Обложка оригинального саундтрека к Black Lagoon.

18. The Anthem of the Aryan Socialist Union
19. Melting Brain
20. The Way to Last Night
21. Peach Headz Addiction
22. Don’t Look Behind (requiem version)
23. Father’s Chest
24. Don’t Let Me Join Now
25. Foxy Doll
26. Rock the Carnival
27. Mad Club
28. Don’t Stop! (Guitar version)
29. Don’t Look Behind (Ending version)